# Autisme dans les médias
La représentation de l′autisme dans les médias, comme pour de nombreuses autres personnes neurodivergentes, repose sur une image populaire des personnes autistes et de l'autisme lui-même souvent basée sur des renseignements inexacts, donnant des représentations erronées. La perception de l'autisme par le public est souvent à la base de ces représentations fictives dans des romans, des biographies, des films et séries télévisées.
Ces représentations visent souvent à susciter la pitié du public et leur préoccupation pour le sujet, le point de vue de la personne autiste n'étant que rarement vraiment montré, laissant le public sans connaissance de l'autisme et de son diagnostic,. Depuis le film Rain Man et particulièrement à partir des années 2000, la mode du syndrome d'Asperger et de l'autisme savant conduit à une représentation de caractères et de capacités atypiques (par exemple, la capacité à multiplier un grand nombre sans calculatrice) dans les médias qui peuvent être assimilés à tort, par les téléspectateurs, à des représentations fidèles de toutes les personnes autistes et de l'autisme lui-même.
Certains films récents comme Le Goût des merveilles présentent des personnages autistes inspirés de personnes bien réelles. Il y a également émergence d'un débat pour favoriser le jeu de personnages autistes par des acteurs eux-mêmes autistes.

## Histoire

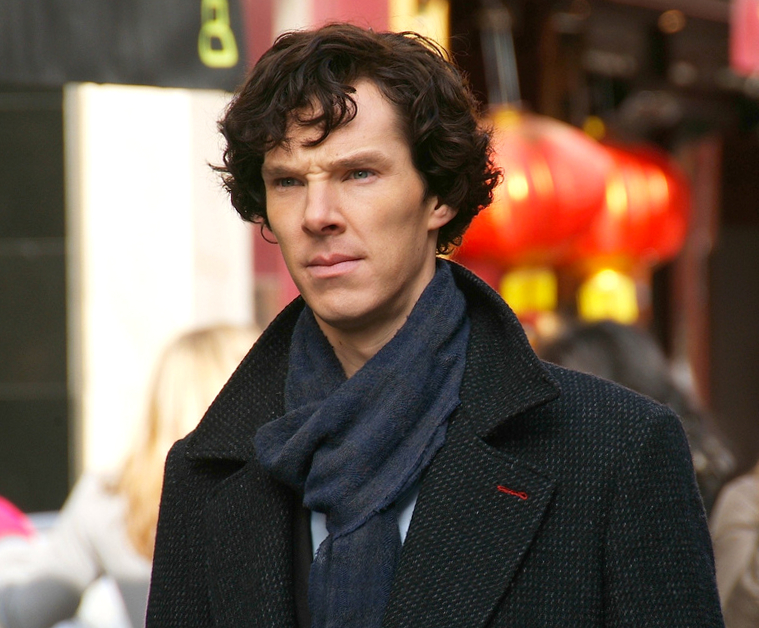
Benedict Cumberbatch jouant Sherlock Holmes, personnage souvent décrit comme étant autiste.

Depuis les années 1970, la représentation fictionnelle des personnes avec autisme, incluant le syndrome d'Asperger et d'autres troubles du spectre de l'autisme, est devenue de plus en plus fréquente. L'élargissement des critères diagnostiques de l'autisme dans les années 1990 a induit des « transformations des représentations de l’autisme », en particulier avec la découverte du syndrome d'Asperger. Depuis les années 1990 et 2000, le syndrome d'Asperger est à la mode à la télévision, au cinéma et dans la fiction.
L'autisme est généralement mal connu du monde médiatique, ce qui donne de nombreuses représentations erronées. Jusque dans les années 1990, d'après la sociologue française Brigitte Chamak, les représentations médiatiques se focalisaient surtout sur les personnes qui tentent d'éduquer les enfants autistes.
Une analyse des représentations médiatiques de l'autisme parue en 2022 conclut que les médias francophones participent au stéréotypage des personnes autistes, à travers l'assimilation fréquente de l'autisme à une maladie qui ferait souffrir, et en raison de la sur-représentation des enfants autistes par comparaison aux adultes.

## Télévision et cinéma
D'après Chamak, les films datés de l'époque où l'autisme était considéré comme un trouble rare et ne concernant que des enfants mutiques donnent lieu à des films mettant en scène des tentatives d'éducations d'enfants, comme l'illustrent L'Enfant sauvage de François Truffaut en 1969, le documentaire Ce gamin, là de Renaud Victor, en 1975, et les films plus méconnus d'Alfred et Françoise Brauner, consacrés à leur centre éducatif de Saint-Mandé, et réalisés entre 1967 et 1996 .

### Documentaires
- Le Moindre Geste, Fernand Deligny et son équipe (1962 à 1964) Tournage amateur du quotidien avec les enfants sans/hors langage dans les Cévennes ; fiction sur l'évasion de deux adolescents d'un asile et leur parcours.
- Ce gamin, là est un film documentaire français réalisé par Renaud Victor. Sorti en 1976 ce film présente l'action d'un groupe d'éducateurs chargé de s'occuper d'enfants autistes dans un hameau des Cévennes. C'est une réponse à L'Enfant sauvage de François Truffaut.[réf. nécessaire]
- A Miracle of Love, par Glenn Jordan (1979). Un résumé de l'histoire de la création du programme Son-Rise et du traitement réussi de Raun K Kaufman.

#### Autism Every Day
Autism Every Day (en français : L'autisme, chaque jour) est un film documentaire américain sorti en 2006, sponsorisé par Autism Speaks, et produit par Lauren Thierry, Jim Watkins et Eric Solomon. Il se compose principalement d'entretiens avec des mères d'enfants autistes, et a été sélectionné pour une projection spéciale au Festival du film de Sundance en 2007,,. Ce documentaire met l'accent sur le stress et le désespoir occasionnel qu'engendre l'éducation des enfants avec autisme. Il est critiqué par le mouvement pour les droits des personnes autistes,.

#### 孤独症 (Children of the Stars)
孤独症 est un documentaire chinois, sous-titré et traduit en anglais sous le titre de Children of the Stars (« enfants des étoiles »). 星星的孩子 / Xīngxīng -de háizi, en français « enfant des étoiles », est une expression utilisée à Taïwan pour décrire les enfants autistes. Ce documentaire est centré sur un institut (北京星星雨教育研究所), créé en 1993 à Pékin par Tian Huiping. En 1992, elle voyage depuis Chongqing jusqu'à Pékin, pour chercher de l'aide pour son fils autiste. Elle lance l'école un an plus tard. Financée uniquement par des dons, cette école est la première institution non-gouvernementale chinoise destinée à accueillir des enfants autistes. Elle propose un programme éducatif sur 11 semaines, basé sur la méthode ABA.

#### L'Enfant-cheval
Tiré du livre du même nom, ce film est réalisé par Michel Orion Scott et distribué par Zeitgeist Films.

#### Le Cerveau d'Hugo
Le cerveau d'Hugo est un documentaire français réalisé par Sophie Révil durant l'année 2012. Durant 1 heure et 35 minutes il plonge dans la vie d'Hugo, un jeune autiste diagnostiqué Asperger dès son plus jeune âge. Le documentaire traite de tous les aspects de la vie d'un Aspie en décortiquant les comportements comme les difficultés aux rapports sociaux ou encore face au langage et aux intérêts restreints (ici le piano). En parallèle du long métrage, le documentaire propose le témoignage d'enfants, d'adolescents et d'adultes avec syndrome d'Asperger.
Largement accepté, ce documentaire marque un réel impact sur la vision portée sur l'autisme et dans sa démédiatisation.

### Films de fiction
Depuis les années 1970 (à une exception près avec un film de John Cassavetes), des personnages sont apparus dans les films et la télévision, avec des traits que l'on pourrait qualifier comme appartenant au « spectre de l'autisme ». Les personnages ont été présentés ou décrits comme ouvertement autistes, ou bien ils ont été conçus avec des nombreux traits propres aux TSA.

#### Filmographie

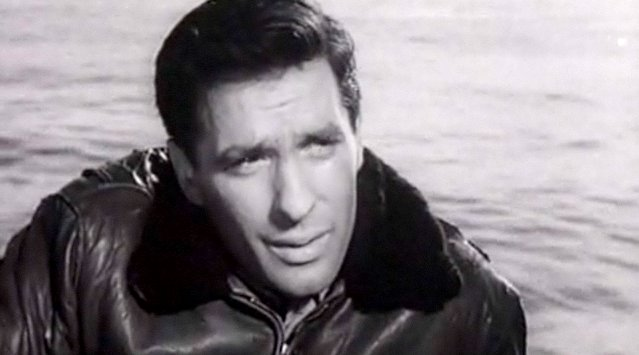
Le réalisateur américain John Cassavetes

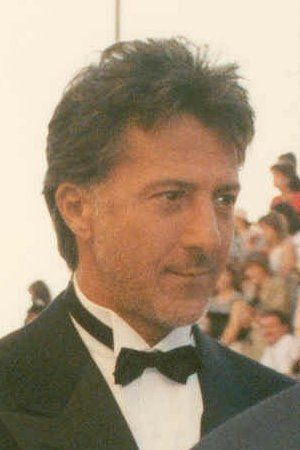
L'acteur Dustin Hoffman en 1989 à la des Oscars, cérémonie où il est récompensé pour son rôle de Raymond Babbitt dans Rain Man. Ce film influencera la vision de l'autisme par le grand public.

- 1963 : Un enfant attend (A Child is Waiting) est un film américain, le troisième réalisé par John Cassavetes. Il s'agit d'une des premières œuvres cinématographiques à évoquer la prise en charge des enfants dits handicapés mentaux ou présentant des troubles du développement[22].
- L'Enfant sauvage de François Truffaut (1969) Le réalisateur aborde le cas d'un enfant dont le comportement évoque l'autisme.
- 1980 : Pipicacadodo (titre original : Chiedo asilo) de Marco Ferreri
- 1982 : The Wall d'Alan Parker. Bien que l'autisme n'en constitue pas le thème central, le disque de Pink Floyd The Wall (1979) et le film d'Alan Parker qui en a été tiré contiennent de très nettes allusions à l'univers autistique.
- 1984 : Mario, film québécois de Jean Beaudin.
- 1986 : La tête dans les nuages de Nick Castle
- 1988 : Rain Man de Barry Levinson, film récompensé par quatre Oscars, dont un pour son co-interprète principal Dustin Hoffman, ainsi que deux Golden Globes.
- 1994 : Silent Fall, de Bruce Beresford Film policier où un enfant autiste est le témoin du meurtre de ses parents.
- 1997 : Mimic de Guillermo del Toro
- 1997 : Cube de Vincenzo Natali.
- 1998 : Code Mercury d'Harold Becker Film d'action avec Bruce Willis qui met en scène un enfant autiste non verbal.
- 1999 : Molly de John Duigan
- 2002 : Les Diables de Christophe Ruggia
- 2002 : Hillbilly Eyes de Adam Feinstein.
- 2005 : Marathon de Jeong Yun-Cheol Film qui retrace fidèlement la vie d'un jeune homme autiste qui se prépare pour le marathon de Séoul.
- 2006 : Crazy in Love de Petter Næss
- 2006 : Snow Cake de Marc Evans En plein hiver, à Wawa en l'Ontario, Alex, un quinquagénaire britannique plutôt introverti, frappe à la porte de Linda, une femme autiste.
- 2008 : Ben X de Nic Balthazar Film inspiré d'un fait vécu : le suicide d'un jeune enfant avec syndrome d'Asperger, victime d'intimidation à l'école.
- 2009 : Adam de Max Mayer
- 2009 : Mary et Max d'Adam Elliot Film d'animation racontant l'histoire d'une relation par correspondance entre une jeune fille de 8 ans vivant en Australie et un homme de 44 ans de New York ayant le syndrome d'Asperger.
- 2010 : My Name Is Khan de Karan Johar
- 2010 : Temple Grandin de Mick Jackson (TV), d'après la vie de l'américaine Temple Grandin
- 2012 : White Frog de Quentin Lee (en)
- 2015 : Imitation Game de Morten Tyldum, d'après la vie d'Alan Turing
- 2015 : Le Monde de Nathan de Morgan Matthews
- 2015 : Le Goût des merveilles de Éric Besnard. Le film est issu d'un long travail de documentation sur l'autisme de la part d'Eric Besnard, le réalisateur, et s'inspire entre autres des livres de Daniel Tammet et de Josef Schovanec[23].
- 2016 : Mr. Wolff (The Accountant) de Gavin O'Connor
- 2018 : Monsieur je-sais-tout de François Prévôt-Leygonie et Stéphan Archinard
- 2019 : Hors normes de Olivier Nakache et Éric Toledano. Présenté hors compétition en clôture du 72e Festival de Cannes 2019[24].
- 2020 : T'en fais pas, j'suis là , téléfilm réalisé par Pierre Isoard, avec Samuel Le Bihan dans le rôle du père d'un jeune garçon autiste.
- 2025 : Différente de Lola Doillon

- My Family and Autism, documentaire de Fran Landsman diffusé sur la BBC Two le 30 juillet 2003.
- L'autisme est un monde, téléfilm documentaire de Gerardine Wurzburg (2004).
- Main Aisa Hi Hoon de Harry (2005).
- Shen hai de Wen-Tang Cheng (2005).
- Mozart and the Whale (Crazy in love pour la diffusion en France) de Petter Næss (2005).

L'histoire d'un génie des mathématiques qui tombe amoureux d'une experte en art et en musique. Leur amour est compromis par leur autisme respectif.
- The Boy Inside de Marianne Kaplan (2006).
- Beautiful Son de Don King et Julianne King (2007).
- Elle s'appelle Sabine de Sandrine Bonnaire (janvier 2008). Portrait de l'une de ses sœurs
- Mon petit frère de la lune, court métrage d'animation d'un parent d'enfant autiste. Le film le met en scène par le regard de sa grande sœur ; sur le blog de la Fondation Orange, 7 mai 2008.
- The Whole Truth, série télévisée américaine (2010), saison 1, épisode 10. Kelly Burne, jeune fille de 14 ans qui est autiste, voit un homme tirer sur sa mère et décide d'aller témoigner devant le juge au tribunal[réf. souhaitée].
- Temple Grandin, téléfilm américain de Mick Jackson (2010). Documentaire, portrait d'une femme autiste, docteure et enseignante, qui a révolutionné les pratiques de traitement des animaux dans les ranchs et les abattoirs.
- Hors du langage, un territoire (2010) Documentaire sonore autour du lieu de vie initié par Fernand Deligny et quelques autres dans les Cévennes, avec des enfants autistes.
- Le Mur, film documentaire de Sophie Robert (septembre 2011).
- Le Cerveau d'Hugo, documentaire-fiction de Sophie Révil (2012).
- Touch, série télévisée américaine (2012-2013).
- Good Doctor, série télévisée coréenne (2013)
- Le Monde de Nathan (2014) de Morgan Matthews
- Presque comme les autres, de Renaud Bertrand avec Bernard Campan (2015).
- Dernières Nouvelles du cosmos, documentaire de Julie Bertuccelli (2016).
- Good Doctor, série télévisée américaine, adaptation de la série coréenne (2017).
- Atypical (série télévisée, 2017-2019), série télévisée originale de Netflix, qui consiste en un récit initiatique d'un adolescent (Keir Gilchrist).
- Rachel, l'autisme à l'épreuve de la justice, documentaire de Marion Angelosanto (2019).
- Autisme, bientôt majeur, série documentaire qui se penche sur les défis des adolescents autistes et leurs familles à l'approche de l'âge adulte par Charles Lafortune (2019)
- Histoires d'amour et d'autisme, émission de téléréalité australienne co-créée par Cian O'Clery (2019)
- Astrid et Raphaëlle, série télévisée policière franco-belge dont l'une des deux protagonistes principales, la documentaliste Astrid Nielsen, est autiste (2019).
- Extraordinary Attorney Woo, série judiciaire coréenne (이상한 변호사 우영우), dont la protagoniste Woo Young-Woo est une avocate autiste (2022)

#### Donald Morton et Isabelle Sorenson deCrazy in Love
Le film est une comédie romantique mettant en scène deux personnages ayant le syndrome d'Asperger. Donald (joué par Josh Hartnett) dirige un petit groupe d'entraide pour les personnes plus « touchées » par l'autisme qu'il ne l'est lui. Crazy in Love est une fiction basée sur une véritable relation entre Jerry Newport et Mary Meinel (maintenant Mary Newport).

#### Max Horowitz deMary et Max
Mary et Max est une comédie noire australienne, sous forme de film d'animation, sorti en 2009. Il a été écrit et réalisé par Adam Elliot et produit par Melanie Coombs. Les voix sont celles de Philip Seymour Hoffman, Toni Collette, Eric Bana, Bethany Whitmore, et Barry Humphries est la voix du narrateur.
Inspirée par sa relation d'amitié avec Max, Mary étudie la psychologie à l'université, et écrit son doctorat sur le syndrome d'Asperger avec Max comme sujet-test. Elle espère que son écrit sera publié dans un livre, mais quand Max en reçoit une copie, il devient furieux de constater qu'elle n'ait pas pris davantage en compte sa condition, laquelle étant vue comme faisant partie intégrante de sa personnalité, et non comme un trouble qui a besoin d'être soigné. Il coupe court à la communication avec Mary. Cette dernière, profondément touchée, met fin à sa carrière en herbe, et s'enfonce dans la dépression en commençant à boire, comme sa mère l'avait fait avant elle. Par hasard, un jour, en cherchant dans une armoire, elle trouve une boîte de lait condensé et l'envoie à Max comme excuse. Le développement d'une amitié inhabituelle va s'ensuivre.

#### Oskar Schell du filmExtrêmement fort et incroyablement près
Extrêmement fort et incroyablement près est un drame américain de 2011, adapté d'une nouvelle de Jonathan Safran Foer, réalisé par Stephen Daldry et écrit par Eric Roth. Les acteurs principaux jouant dans ce film sont : Thomas Horn, Tom Hanks, Sandra Bullock, Max von Sydow, Viola Davis, John Goodman, Jeffrey Wright, et Zoe Caldwell.

#### Adam Raki du filmAdam
Adam Raki (joué par Hugh Dancy) est un jeune homme timide et isolé ayant le syndrome d'Asperger, qui vit seul à Manhattan après le départ de son père. Par sa condition, Adam a des difficultés de communication avec les autres, et préfère s'échapper dans sa passion : l'exploration spatiale. Beth Buchwald, personnage joué par Rose Byrne, est enseignante et auteure de livre pour enfants, qui s'installe dans l'appartement juste au-dessus de celui d'Adam. Une nuit, Beth est choquée de le trouver en train de nettoyer sa vitre, suspendu depuis le toit de l'immeuble, dans une combinaison spatiale. Beth va se prendre d'amitié pour Adam malgré ses bizarreries. Ce dernier aura l'espoir d'une relation avec elle, mais les premières tentatives seront maladroites à cause de sa peur de l'interaction sociale. Finalement, il se libérera suffisamment de ses routines pour pouvoir vivre avec Beth.

### Séries télévisées

#### Adrian Monk deMonk
Même si dans certains livres ou chroniques, le personnage d'Adrian Monk est décrit comme un individu atteint du syndrome d'Asperger, cette appellation n'est jamais prononcée ou indiquée dans la série,.

#### Spock deStar Trek
Le personnage de Monsieur Spock, joué par Leonard Nimoy dans Star Trek, a souvent été comparé à un porteur du syndrome d'Asperger, notamment par Tony Attwood qui analyse le conflit posé par sa double nature, son héritage vulcain le poussant vers la raison et la logique, en considérant que les émotions dues à son héritage humain sont une faiblesse.

#### Sheldon Cooper deThe Big Bang Theory

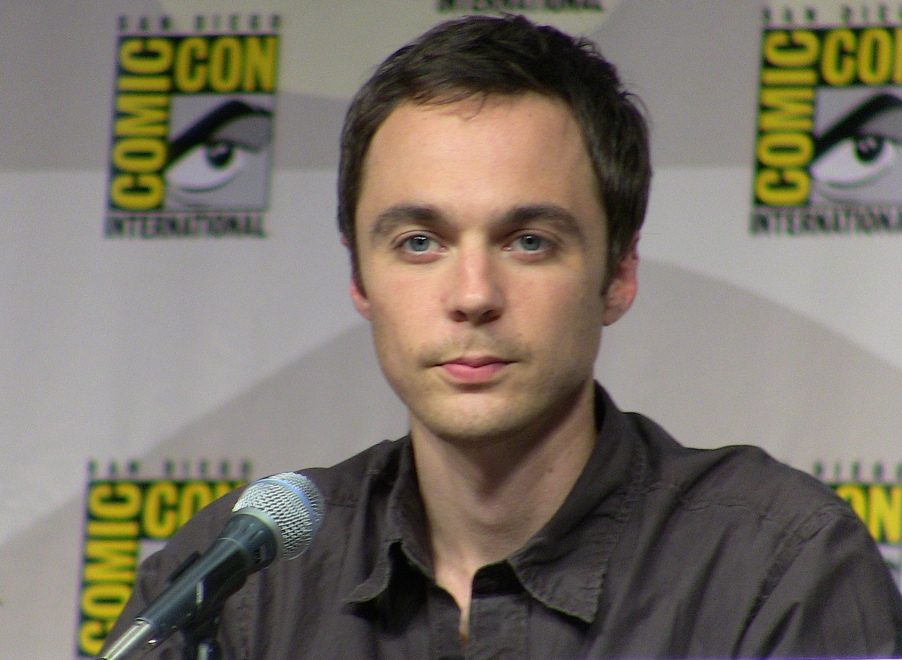
L'acteur Jim Parsons, qui joue Sheldon, parle à Comic-Con.

Sheldon Cooper (joué par Jim Parsons) est un physicien de la Caltech Institute qui a un QI de 187. Il est célèbre pour sa ferme conviction que personne ne peut avoir une intelligence égale à la sienne, ainsi que pour tatillonner sur les faits et théories scientifiques apparemment triviales pour lui, et pour n'avoir quasiment pas de socialisation. Bien que le comportement de Sheldon puisse ressembler au comportement de certaines personnes ayant le syndrome d'Asperger,,, il est important de préciser que ce personnage est particulièrement caricatural, et que les scénaristes eux-mêmes l'avaient rappelé en définissant ses comportements de « Sheldonesques ».

#### Abed Nadir deCommunity

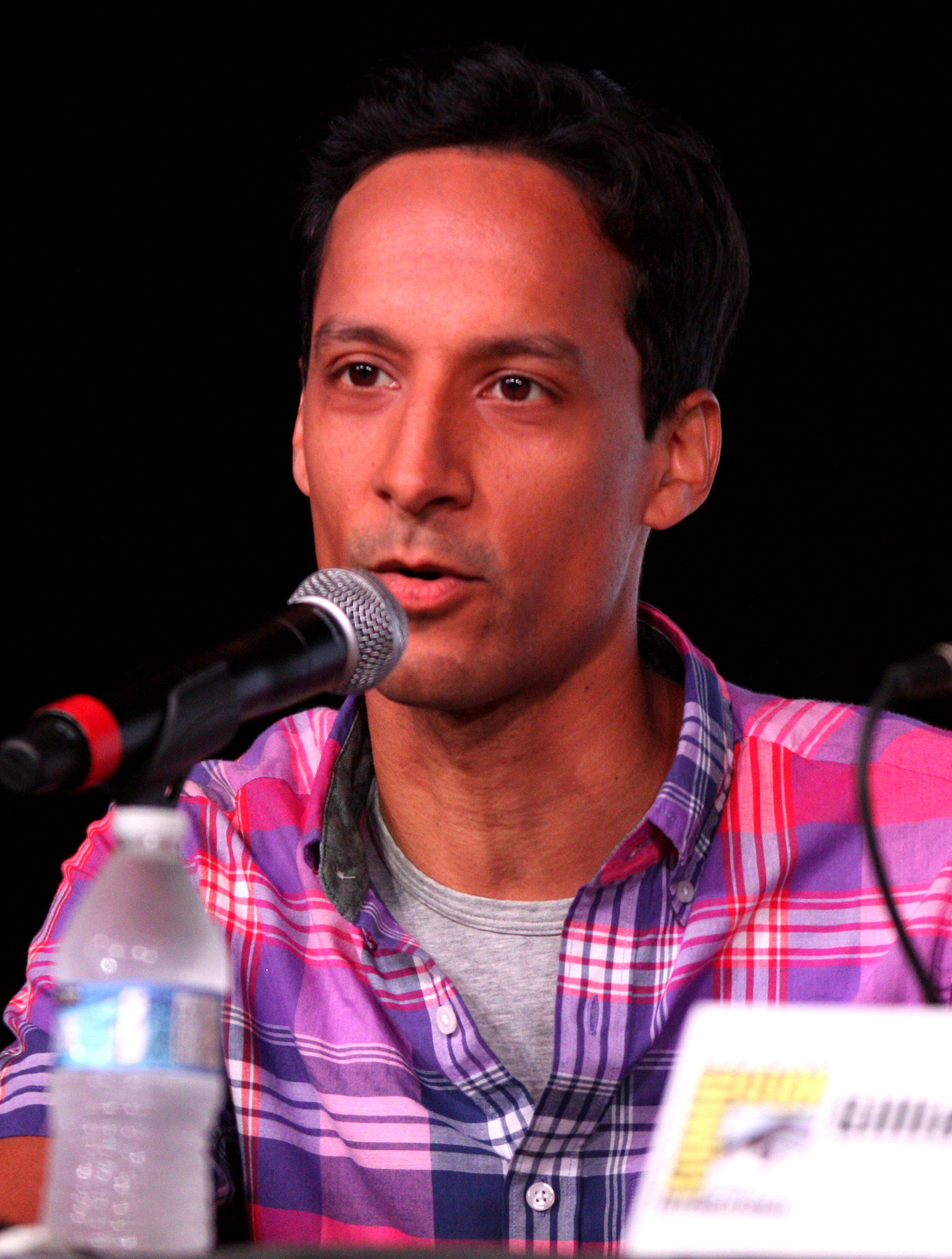
Danny Pudi, l'acteur interprétant Abed Nadir.

Abed Nadir (interprété par Danny Pudi) est un jeune palestino-polono-américain, apparemment impassible, passionné de culture pop, et qui aspire à devenir réalisateur. Tout comme Spock, Abed éprouve de la sympathie pour ses amis, est très analytique, parle sur un ton plutôt monotone et saccadé, et avec franchise, ce qui amène certains de ses amis à le soupçonner Asperger. Contrairement à la série The Big Bang Theory, le syndrome d'Asperger est officiellement déclaré.

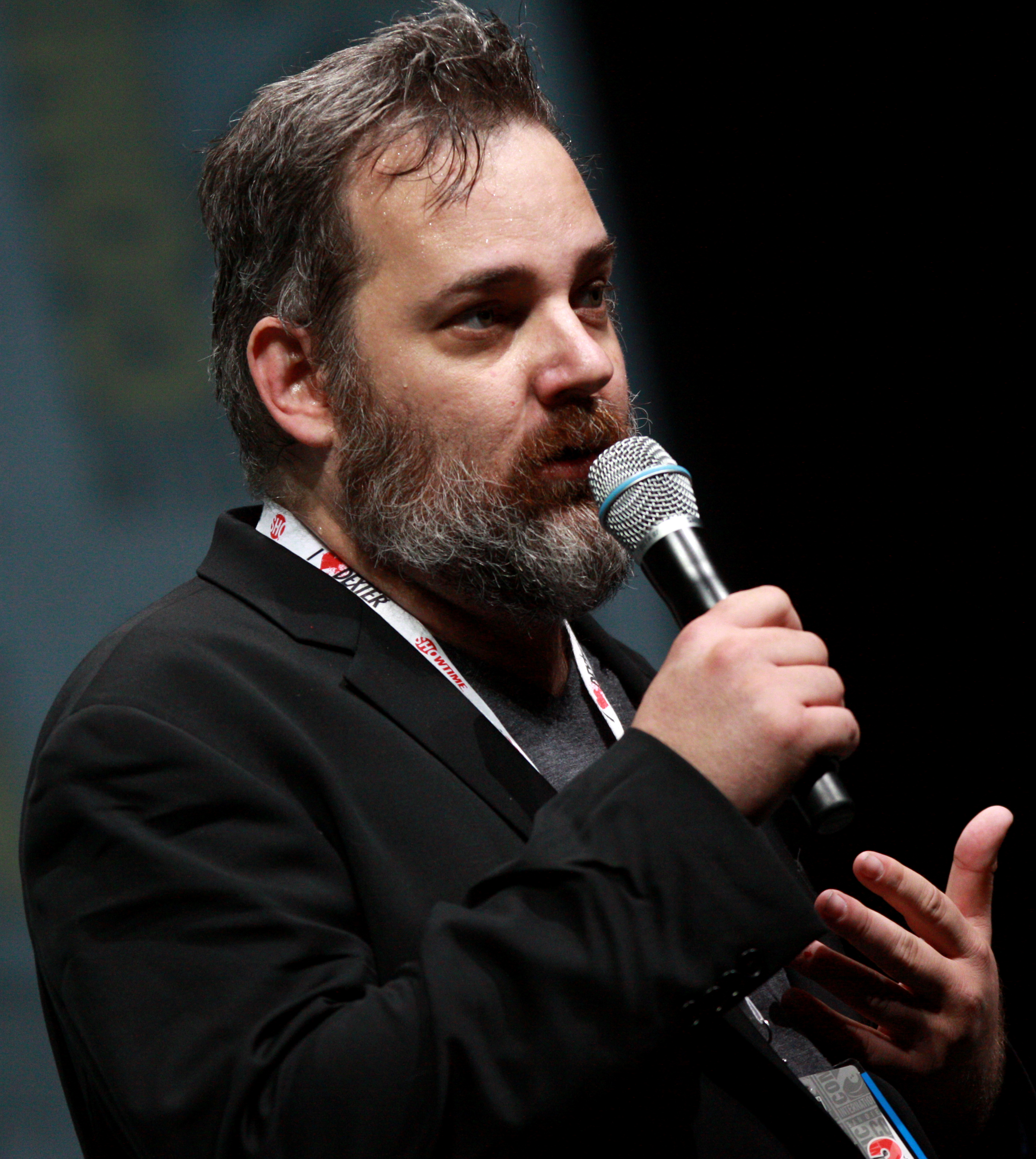
Le scénariste et producteur Dan Harmon, diagnostiqué autiste à la suite de la production de sa série Community

Le créateur de cette série Dan Harmon s’est alors rendu compte au fil de ses recherches que les descriptions du syndrome d’Asperger pour créer ce personnage correspondaient à son comportement et il s’est alors fait diagnostiquer.

#### Will Graham de la sérieHannibal
Dans l'épisode pilote de Hannibal, on demande à Will Graham (joué par Hugh Dancy) : « Où êtes-vous tombé sur le spectre ? » ; il répond : « […] proche du syndrome d'Asperger. » Plus tard, Hannibal Lecter observera que Graham « N'aime pas maintenir un contact visuel. » Mais dans le neuvième épisode, il affirme que Graham « a trop de neurones miroirs. »

#### DrSpencer Reidde la sérieEsprits criminels
Le personnage du Dr Spencer Reid, interprété par Matthew Gray Gubler, présente de nombreux traits appartenant au syndrome d'Asperger, notamment son manque de compétences sociales et sa tendance à la digression sur certains sujets. Il est également maladroit dans les situations sociales, et peut effrayer les gens sans le vouloir, en leur faisant perdre espoir sur leur situation. Au tout début de la série, un criminel avait déjà remarqué quelques-unes de ses tendances autistiques. Le personnage entretient une amitié forte avec quelques personnes, et il est profondément touché quand un de ceux-là part. Ce lien fort était clairement apparent quand une personne avec qui il partageait une passion commune, avait été assassinée devant lui. Il a également montré un fort attachement avec un jeune garçon autiste dont les parents avaient été enlevés. Gubler a confirmé que le personnage avait effectivement le syndrome d'Asperger, ainsi qu'une éventuelle schizophrénie mineure.

#### Sonya Cross deThe Bridge
Le personnage principal de la série The Bridge met en scène la détective Sonya Cross du service de Police d'El Paso (jouée par l'actrice allemande Diane Kruger face à l'acteur mexicain Demián Bichir en détective Marco Ruiz de la police d'État de Chihuahua) qui a le SA (syndrome d'Asperger). Bien que ce ne soit pas officiellement déclaré, le diagnostic du syndrome d'Asperger de Sonya est reconnu par les producteurs de l'émission et par l'équipe de production qui comprend un spécialiste du SA, Alex Plank, qui a lui-même le SA,,,,.
La série est basée sur une autre du même nom (en suédois Bron), réalisée en 2011 sur le pont de l'Øresund reliant le Danemark à la Suède, qui met en scène Sofia Helin en Saga Norén de la police criminelle suédoise, de Malmö, et Kim Bodnia en Martin Rohde, de la police du Danemark, de Copenhague. Les auteurs ont déclaré : « nous n'avons pas dit qu'elle avait le syndrome d'Asperger, si nous l'avions fait, nous aurions dû suivre exactement les caractéristiques du diagnostic »,.

#### Benedict Cumberbatch dans son rôle deSherlock
Sherlock Holmes, d'Arthur Conan Doyle a parfois été décrit comme ayant des traits associés au syndrome d'Asperger.
La série de la BBC Sherlock fait explicitement référence au syndrome d'Asperger. Ainsi, on retrouve dans l'épisode Les Chiens de Baskerville l'échange suivant :
 Lestrade : Je crois qu'il aime avoir des visages qui lui sont familiers en face de lui. Ça rappelle son… son…
 Dr Watson : Syndrome d'Asperger ?

#### DrTemperance «Bones» BrennandeBones(série télévisée)
Le personnage principal de la série Bones, Temperance Brennan, a été inspiré par un ami « Aspie » du réalisateur.

#### DrGregory HousedeHouse, MD
Le Dr Gregory House — fréquemment appelé « House » — a souvent été suspecté par des spectateurs de la série d'avoir le syndrome d'Asperger. Personnage principal de la série américaine de même nom, interprété par l'acteur anglais Hugh Laurie, il dirige une équipe à l'hôpital fictif de Princeton Plainsboro dans le New Jersey. House a été décrit comme étant misanthrope, cynique, narcissique, et grincheux. C'est le seul personnage qui apparaît dans les 177 épisodes.
House dit souvent que « tout le monde ment », mais en plaisantant, il fait remarquer qu'il ment quand il le dit. House critique les étiquettes sociales car elles ne sont pas rationnelles et ne sont d'aucune utilité. Dans l'épisode « Lines in the Sand » de la saison trois, il explique comment il envie un patient autiste car cela lui permet de renoncer aux subtilités sociales qu'il doit, lui, endurer.
Dans le même épisode, le Dr Wilson suggère que House devait avoir le syndrome d'Asperger, qui se caractérise par un certain nombre de traits retrouvés chez lui, tels que la difficulté à accepter les règles sociales, le manque d'intérêt pour son apparence physique et la résistance au changement.
House est un anti-conformiste et accorde peu d'importance au jugement que les autres pourraient avoir de lui. Tout au long de la série, il se montre méprisant envers l'autorité. House montre un mépris presque constant de sa propre apparence, en s'habillant en jeans usés, chemises froissées, T-shirts et baskets. Il évite de porter la blouse blanche traditionnelle des médecins pour éviter que les patients le reconnaissent comme tel, préférant ainsi porter un blazer miteux ou, moins fréquemment, une veste de moto,.

#### DrEugene PorterdeThe Walking Dead
Le Dr Eugene Porter (joué par Josh McDermitt) de The Walking Dead a de nombreux traits caractérisant le syndrome d'Asperger (SA). Il est socialement maladroit et utilise souvent un langage pédant. Eugene semble également posséder une connaissance exceptionnelle et experte dans certains domaines spécialisés en rapport avec la science. Dans une interview de novembre 2014, à propos du possible SA de son personnage, l'acteur Josh McDermitt répond : « Je ne veux pas aborder ce sujet », indiquant au passage que cette potentielle affection d'Eugene est l'un des « secrets de l'émission ».

#### Elliot deMr. Robot
Le personnage d'Elliot, dans la série Mr. Robot, présente aussi au début de la série une série de symptômes pouvant faire penser au syndrome d'Asperger. Il est socialement maladroit, parle d'un ton monocorde, a une diversité restreinte d'expressions faciales, et ne supporte pas le contact physique. Il est aussi un hackeur hors-pair. Par la suite, de nouvelles pathologies apparaissent, comme l'amnésie, les hallucinations et surtout un trouble dissociatif de l'identité qui ne sont pas liées au syndrome d'Asperger.

#### Jesse Banks deThe Code
Jesse Banks est un hacker en liberté surveillée, sur lequel veille en permanence son frère journaliste. Impliqués dans une affaire qui relève du secret d'état, Jesse se retrouve brutalement confronté aux réalités du monde et doit apprendre à gérer seul ses angoisses pour parvenir à sauver sa vie et aider son frère.
L'acteur Ashley Zukerman a reçu en 2014 un AACTA award pour sa prestation remarquable dans ce rôle principal.

#### Jerry Espenson deBoston Justice
Jerry Espenson (interprété par Christian Clemenson) présenté d'abord comme financier important du cabinet Crane, Poole & Schmidt et atteint du syndrome d'Asperger est un collaborateur moqué par les associés du cabinet. Appelé "la main" par ces derniers parce qu'il colle toujours ses mains sur ses genoux en toutes circonstances, y compris lorsqu'il est debout ou qu'il marche, il a également des tics tels que sauter lorsqu'il est stressé, répéter des onomatopées diverses telles que "Bingo", couiner lorsqu'il est anxieux...
Apprenant qu'il ne sera pas retenu pour devenir l'un des associés principaux du cabinet, il ira jusqu'à prendre en otage l'un des partenaires qui dirige ce cabinet. Soigné grâce à une thérapie, il reviendra ensuite au cabinet notamment pour demander main-forte à son ami qui le soutient depuis toujours, l'avocat Alan Shore qui l'aidera à se sortir de situation embarrassantes dans lesquelles s'est mis Jerry . Par la suite, il ouvrira son propre cabinet et deviendra un avocat de la partie adverse face au cabinet Crane, Poole & Schmidt. Pour surmonter ses craintes et faire disparaître les signes de son syndrome d'Asperger, il utilisera une cigarette en bois qu'il voit comme une technique de relaxation, il devient dès lors un avocat tenace et affirmé, qui va même jusqu'à plaisanter avec les personnes présente dans le tribunal.

#### Astrid Nielsen d'Astrid et Raphaëlle
Astrid Nielsen (Sara Mortensen) est ouvertement présentée comme autiste. Elle est documentaliste criminelle, et son intérêt spécifique pour la criminalistique, ainsi que pour les puzzles et énigmes est un atout considérable à sa coéquipière Raphaëlle pour résoudre les enquêtes. Astrid présente de nombreux traits autistiques, notamment l'hypersensibilité sensorielle et l'auto-stimulation. L'épisode 7 nous permet d'apprendre que ce personnage a un oncle également autiste.

#### DrShaun MurphydeGood Doctor
Il est l'un des personnages principaux de la série Good Doctor. Il est présenté dès le premier épisode comme étant atteint du syndrome d'Asperger. Il est également autiste savant. On le suit lors de son internat au San José Saint Bonaventure.

## Livres

### Romans
- Le Bizarre Incident du chien pendant la nuit de Mark Haddon (2003).
- L'Enfant bleu de Henry Bauchau (2004).
- La saga Millenium de Stieg Larsson (2005-2007). C'est dans le premier tome de la trilogie de Larsson (voir pour l'édition française à la page 498) que le lecteur apprend que l'héroïne Lisbeth Salander a probablement un syndrome d'Asperger. Puis, dans le tome 2, au cours d'une conversation entre Mikael Blomkvist et l'ancien tuteur de Lisbeth, Holger Palmgren, le lecteur peut se faire une juste idée de la personnalité de Lisbeth à travers ses agissements dans les deux premiers tomes du roman. On y apprend qu'elle a une mémoire eidétique, qu'elle est imbattable aux échecs, qu'elle adore les énigmes, qu'elle est incollable dans certaines formes de tests d'intelligence, qu'elle communique très mal avec autrui. Cependant, Holger Palmgren aura soin de noter : « Si tu lis les descriptions cliniques des patients atteints du syndrome d'Asperger, il y a certaines choses qui collent parfaitement avec Lisbeth, mais il y en a autant qui ne collent pas du tout. »
- D'Elisabeth Motsch : 
  - Gabriel (2006)
  - La Bécassine de Wilson (l'auteur y raconte la difficulté à trouver un suivi médical adapté à son enfant Asperger).
- Les Mots des autres de Clare Morral, Fayard, 2009. On apprend à la fin du roman que l'un puis deux des personnages ont probablement développé cette forme de différence.
- Le Tailleur de pierre de Camilla Läckberg (2005). Le troisième tome de la romancière présente un personnage Asperger, Morgan, développeur informaticien qui a appris à reconnaître les émotions grâce à des dessins de sa mère.
- Dans Courir avec des ciseaux d'Augusten Burroughs (2002), le frère du jeune héros est Asperger et est extrêmement doué en mécanique.
- Le Monde de Marcelo, de Francisco X (2009). Stork, qui raconte la vie d'un adolescent Asperger, et développant un grand intérêt pour la religion et en particulier, pendant un été, son expérience du monde du travail « normal », sur l'injonction de son père qui refuse qu'il vive en marge de la société.
- The Half-Life of Planets (Deux têtes dans les étoiles) d'Emily Franklin et Brendan Halpin, dont l'un des deux personnages principaux est un adolescent qui est pleinement conscient de souffrir de ce syndrome. Le roman décrit la construction d'une relation amoureuse vue alternativement par ses deux protagonistes.
- Le théorème du homard de Graeme Simsion (2013)
- Le psychiatre et écrivain Emmanuel Venet est l'auteur de Marcher droit, tourner en rond, roman (éd. Verdier, 2016) dans lequel il met en scène un quadragénaire Asperger, et dont les principaux centres d'intérêt sont le scrabble, les catastrophes aériennes et une camarade de classe perdue de vue (bien qu'elle soit devenue une actrice de second plan) depuis une trentaine d'années, sans parler d'un penchant méticuleux pour l'exactitude, y compris au sujet de détails que d'autres jugeraient anodins.
- De Josef Schovanec : 
  - Josef Schovanec, Je suis à l’Est ! : Savant et autiste, un témoignage unique, Paris, Plon, 2012, 246 p. (ISBN 978-2-259-21886-3)
  - Éloge du voyage à l’usage des autistes et de ceux qui ne le sont pas assez, Paris, Plon, 2014, 227 p. (ISBN 978-2-259-22223-5)
  - De l'Amour en Autistan, Paris, Plon, 2015, 223 p. (ISBN 978-2-259-22947-0)
  - Voyages en Autistan : Chroniques des "Carnets du monde", Plon, 2016, 252 p. (ISBN 978-2-259-24931-7)
  - Voyages en Autistan : Chroniques des Carnets du monde, saison 2, Paris, Plon, 2017, 212 p. (ISBN 978-2-259-25304-8)

- De Daniel Tammet : 

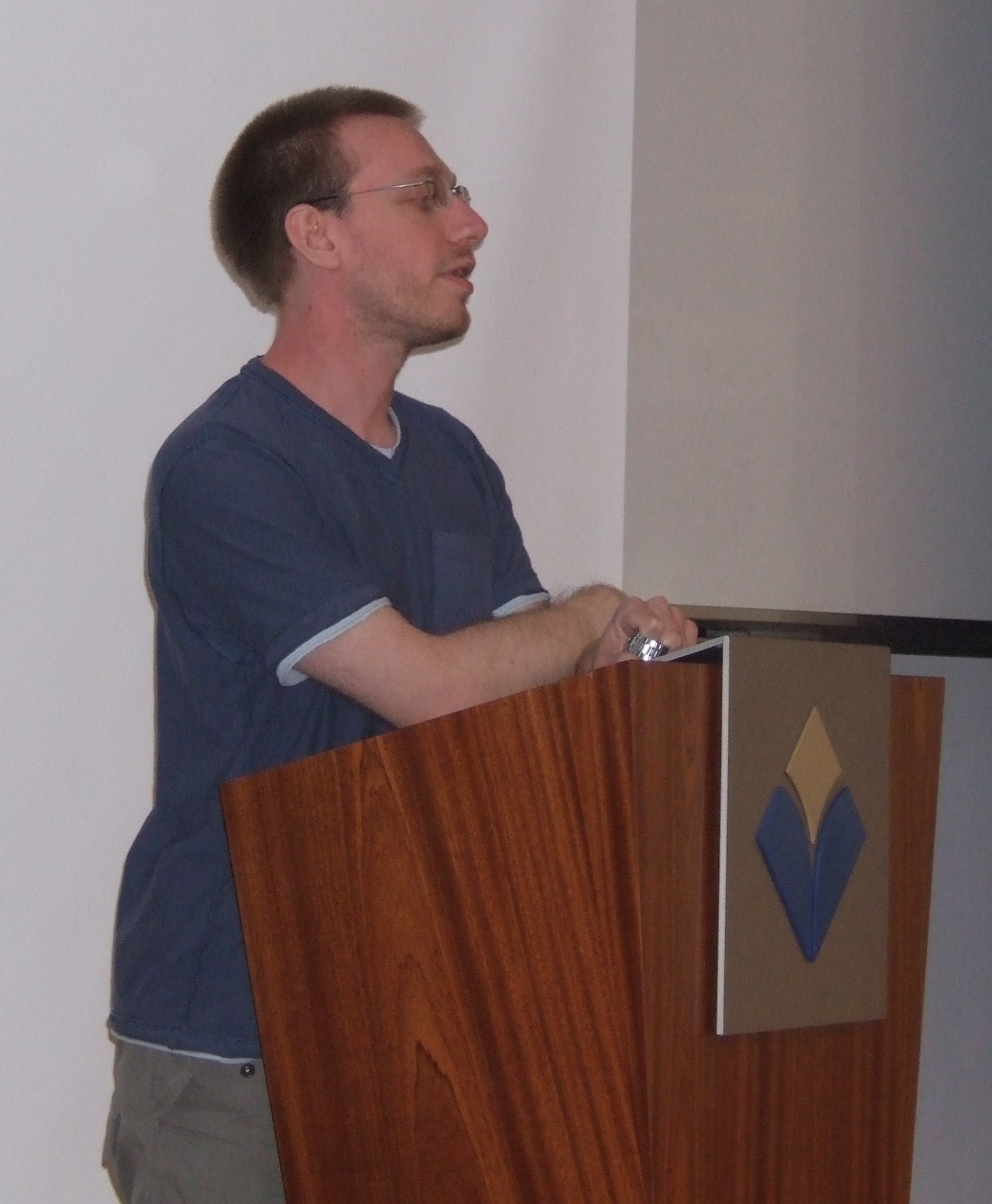
Daniel Tammet à l'université de Reykjavík en 2007.

  - Je suis né un jour bleu [« Born on a Blue Day »], Paris, Éditions Les Arènes, 2007, 240 p. (ISBN 978-2-35204-028-6) (traduction française de Nils C. Ahl).
  - Embrasser le ciel immense : Le cerveau des génies [« Embracing the Wide Sky »], Paris, Éditions Les Arènes, 2009, 330 p. (ISBN 978-2-35204-075-0) (traduction de Daniel Tammet et Jérôme Tabet).
- d'Olivier Liron : 
  - Einstein, le sexe et moi : romance télévisuelle avec mésanges, Paris, Alma, 2018, 200 p. (ISBN 978-2-36279-287-8, lire en ligne). Autobiographie d'un autiste asperger, normalien et vainqueur chronique de Questions pour un Champion.
- de Marine Carteron :
  - Les Autodafeurs, Editions du Rouergue, collection Doado, 2014. Césarine, l'un des personnages principaux est autiste Asperger
- Howard Buten, Quand j'avais cinq ans je m'ai tué, Seuil, 2004 (ISBN 2-02-068575-2 et 978-2-02-068575-7, OCLC 419650895)
- Mark Haddon (trad. Odile Demange), Le Bizarre Incident du chien pendant la nuit [« The curious incident of the dog in the night-time »], Paris, Pocket, coll. « Pocket » (no 12418), 2005, 345 p. (ISBN 978-2-266-14871-9, OCLC 469995086)
- Celia Rees (trad. Luc Rigoureau), Tuer n'est pas jouer, Paris, Hachette, coll. « Le livre de poche jeunesse » (no 1097), 2005, 280 p. (ISBN 978-2-01-321164-2)
- Kochka, Au clair de la Luna
- Patrick Cauvin, Le Silence de Clara : roman, Paris, Albin Michel, coll. « Litt. Générale », 2004, 264 p. (ISBN 978-2-226-15499-6)
- Michel Tramontane, pseud. Michel Teston, Mémoires d'autiste, Antraigues,  éd. Teston, 2008.  (ISBN 2-9509937-2-9)
- (en) Elizabeth Moon, The speed of dark, New York, Ballantine Books, 2005, 369 p. (ISBN 978-0-345-48139-9, OCLC 61098055)
- Matthieu Mével, Un vagabond dans la langue, Paris, Gallimard, 2020, 146 p. (ISBN 978-2-07-285-865-9)[54]

### Bandes dessinées ou romans graphiques
- Julie Dachez (scénario) et Mademoiselle Caroline (dessin et couleurs), La Différence invisible, Paris, Delcourt, coll. « Mirages », 2016, 196 p. (ISBN 978-2-7560-7267-8).
- Émilie Gleason, Ted drôle de Coco, Atrabile, coll. « Flegme », 2018, 128 p. (ISBN 978-2-88923-070-9) ; prix Révélation au festival d'Angoulême 2019

Le 14 mars 2019 sort le premier tome de la série de romans graphiques Les Fabuleuses Aventures d'Aurore, créée par Joann Sfar et Douglas Kennedy, dont l’héroïne est une jeune fille autiste non-verbale, capable de ressentir très profondément les émotions des autres.
- Olive par Véro Cazot et Lucy Mazel aux éditions Dupuis, (2020)[56].
- Frères de foot (série) par Ludovic Danjou, MX18 et Alessio Zonno, éditions Soleil, premier tome en 2021[57].

## Jeux vidéo
- Dans le jeu vidéo Watch Dogs 2 (Ubisoft), le personnage de Josh, membre d'un groupe de hackers, est porteur du syndrome d'Asperger.
- River, personnage féminin du jeu vidéo To the Moon (Freebird Games - 2011), est atteinte de ce syndrome. Elle a des troubles de la communication et est obsédée par la fabrication d'origamis en forme de lapin. Le syndrome d'Asperger n'est pas explicitement cité, mais son compagnon est invité à lire un livre de Tony Attwood afin de mieux comprendre sa différence.
- Symmetra, personnage féminin du jeu vidéo Overwatch de Blizzard, est autiste[58],[59].

## Émissions radio
Asperger café la Radio.

## Perception médiatique de l'autisme
La représentation médiatique de l'autisme n'est généralement pas en phase avec la réalité. Comme le note Josef Schovanec, les sujets médiatiques classiques relatifs à l'autisme en France abordent généralement la question de savoir « combien de places créer en établissement spécialisé pour les enfants atteints de cette maladie », ce alors qu'une large part des personnes autistes ne souhaite pas être institutionnalisée, et qu'elles sont capables de vivre dans le milieu ordinaire :

« affirmer ou laisser sous-entendre par le cours des questions posées que les personnes autistes relèvent « par nature » de l'hôpital psychiatrique devrait être tout aussi choquant et inadmissible que ne le seraient des affirmations analogues sur la place des femmes au foyer familial. »

— Josef Schovanec
Une analyse des reportages portant sur des meurtres de personnes handicapées par leur famille ou leurs soignants (dont une bonne part de meurtres de personnes autistes) en Australie entre 2014 et 2021, publiée par les chercheurs Denise Buiten et Raffaella Cresciani, conclut que les personnes handicapées n'y sont pas représentées en tant que sujets, mais comme « des objets de soins et de souffrance ; leurs meurtres sont régulièrement présentés comme une réponse compréhensible, quoique tragique, de la part des soignants « débordés » ». Les chercheurs décrivent ces représentations comme « une forme de violence épistémique capacitaire qui étaye la violence ontologique, structurelle et directe contre les personnes handicapées ».

### Violence
La représentation médiatique conduit souvent à la supposition d'un lien erroné entre autisme et comportements inappropriés, violence,, délinquance et crimes, tout particulièrement dans les médias anglophones,, francophones, et germanophones.
Une analyse sur un corpus de 100 ouvrages de littérature d'enfance et de jeunesse mettant en scène un personnage principal en situation de handicap, publiés en français et en italien entre 1995 et 2005, montre que les personnes autistes y sont essentiellement présentées comme étant violentes, malgré le rejet d'une telle image tant par les personnes autistes que par leurs parents ou les professionnels de santé : « Dans la littérature de jeunesse, la violence du héros en situation de handicap, qui se manifeste par des cris, des hurlements, des morsures ou des coups, apparaît comme la spécificité des personnages porteurs du syndrome autistique ».
D'après la chercheuse en sociologie Anne McGuire, le Pr au King's College de Londres Robert Chapman, et le pédopsychiatre Mohammad Ghaziuddin, il existe un biais important dans la manière dont l'information relative à la violence dans l'autisme est traitée dans les médias : la violence reçue par les personnes non-autistes de la part des personnes autistes et les cas individuels de personnes autistes ayant commis des actes violents ou criminels sont très visibles, alors que la violence subie par les personnes autistes est invisible, ou considérée comme « normale »,.

### Capacités «savantes»
La vaste diffusion du film Rain Man, sorti en 1988 aux États-Unis, a entraîné ce que Steve Silberman appelle l'« effet Rain Man » (anglais : the Rain Man effect), une fascination pour les « autistes savants », conduisant à revaloriser l'image des autistes auprès du grand public dans les pays occidentaux, qui en vient parfois à considérer l'autisme comme une forme de génie potentielle.